# Sun Yuan y Peng Yu
Sun Yuan (nacido en 1972) y Peng Yu (nacido en 1974) son artistas que viven y trabajan colaborativamente en Pekín desde finales de la década de los 90.

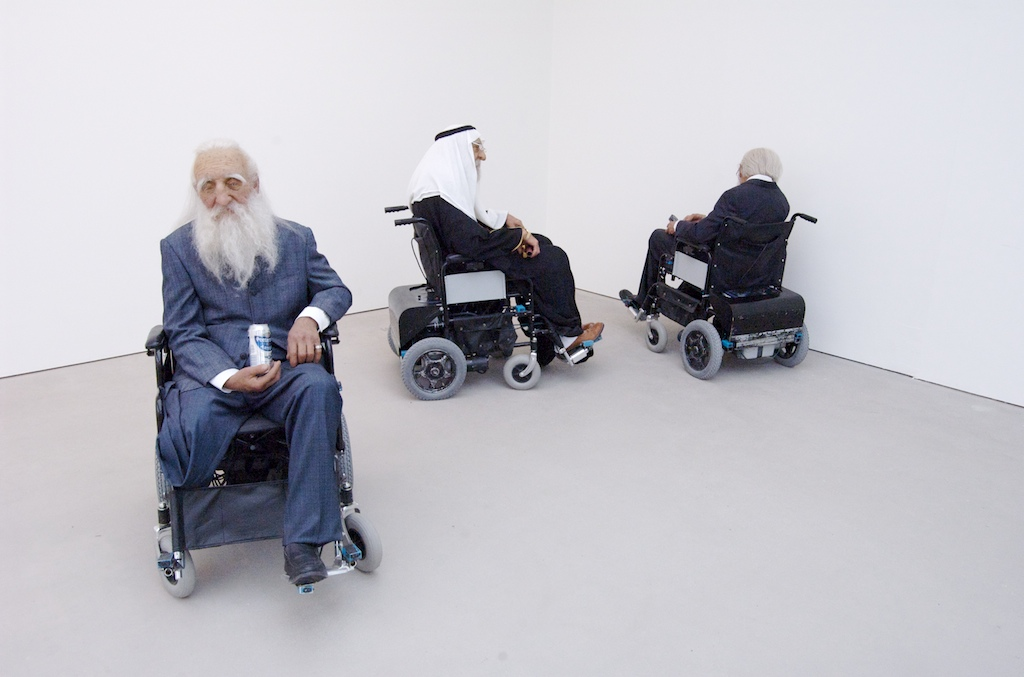
Old People's Home - Sun Yuan y Peng Yu, Saatchi Gallery, Londres

## Vida y obras
Sun nació en Pekín y Peng en Heilongjiang. Sun y Peng son artistas conceptuales, cuyo trabajo tiene una reputación de tender a la confrontación y la provocación. Ganaron el Premio Arte Chino Contemporáneo en 2001.

### Obras
Sun Yuan y Peng Yu son famosos por trabajar con medios y materiales no convencionales como la taxidermia, la grasa humana y maquinaria.
En sus obras suelen presentar paradojas, así como conceptos de lo fastuoso y la especulación. Usan cadáveres reales o tejido graso humano generando una tensión entre los materiales orgánicos y sintéticos.
En Los perros que no se tocan entre sí, el dúo organizó dos hileras de bulldogs en cintas de correr especialmente diseñadas en una instalación pública a medio metro de distancia, de modo que nunca pudieran tocarse –los perros frenéticos se saltaban constantemente.
En su contribución de la Bienal de Venecia 2005, el dúo invitó al granjero chino Du Wenda a presentar su OVNI hecho en casa en el Pabellón Chino.
La instalación Old People's Home (2008) comprendía trece esculturas hiperrealistas de ancianos líderes mundiales, entre ellos Yasser Arafat y Leonid Brézhnev, en sillas de ruedas eléctricas que recorrían automáticamente la habitación y tropezaban entre sí.
Ángel, creado en 2008 y exhibido con frecuencia desde entonces, es una escultura de ángel de fibra de vidrio con alas cubiertas de carne, cabello blanco y una piel realista con detalles como arrugas, manchas solares y melocotón.
Su exposición individual de 2009, Freedom, en Tang Contemporary en Pekín, contó con una gran manguera conectada a una cadena de la que salían chorros de agua a una distancia de 120 metros y se estrellaba a lo largo de una enorme jaula metálica. Fue interpretado por algunos como un memorial a las Protestas de la Plaza de Tiananmén de 1989 en su vigésimo aniversario.

## Exposiciones seleccionadas

### 2016
Tales of Our Time, Museo Guggenheim, Nueva York
2009
Unveiled: New Art From The Middle East, Saatchi Gallery, London, Reino Unido
2006
Liverpool Biennial, Tang Contemporary Art, Liverpool, Reino Unido
2005
Higher, F2 Gallery, Pekín, China (solo)
Bienal de Venecia
Mahjong: Chinese Contemporary Art de la colección Uli Sigg, Art Museum Bern, Suiza
The 51st Venice Biennale (pabellón de China), Venecia
To Each His Own, Zero Art Space, Pekín
Ten Thousand Years Post-Contemporary City, Pekín
2004
Ghent Spring, Contemporary Art Financial Award, Ghent, Bélgica (solo)
Between Past and Future:  New Photography and Video From China,  Seattle Art Museum, Seattle, Estados Unidos
Australia:  Asia Traffic, Asia-Australia Arts Centre
The Virtue and the Vice:  le Moine et le Demon, Museum of Contemporary Art, Lyon, Francia
All Under Heaven:  Ancient and Contemporary Chinese Art, The Collection of the Guy and Myriam Ullens Foundation, MuHKA
Contemporary Art,  Antwerp, Bélgica
Museum of Contemporary Art, Antwerp, Bélgica
What is Art?, Shanxi Art Museum, Xi’an, China
Australia - Asia Traffic, Asia-Australia Arts Centre, Australia
Bienal de Gwangju, Gwangju, Corea del Sur
2003
Second Hand Reality:  Post Reality, Today Art Museum, Pekín, China
Left Wing, Pekín
Return to Nature, Shenghua Arts Centre, Nankín, China
2002
The First Guangzhou Triennial, Guangzhou Art Museum, Cantón, China
2001
Get Out of Control, Berlín, Alemania
Yokohama 2001 International Triennial of Contemporary Art, Yokohama, Japón
Winner: The Contemporary Chinese Art Award of CCAA, Pekín
2000
Indulge in Hurt, Sculpture Research Fellow of Central Academy of Fine Arts, Pekín
5th Biennale of Lyon, Lyon Museum of Contemporary Art, Lyon, Francia
Fuck Off!, Donglang Gallery, Shanghái
1999
Post-Sense Sensibility Alien Bodies & Delusion (Basement), Pekín
1997
Counter-Perspectives: The Environment & Us, Pekín
Inside, Tongdao Gallery Central Academy of Fine Arts, Pekín